# Веном: Останній танець
«Веном: Останній танець» (англ. Venom: The Last Dance) — американський супергеройський фільм, заснований на персонажі Marvel Comics — Веномі. Створений компанією Columbia Pictures та поширений Sony Pictures Releasing. Продовження стрічки «Веном 2: Карнаж» (2021), а також частина медіафраншизи «Всесвіт Людини-павука від Sony». Сценарій фільму написаний Келлі Марсел на основі сюжету, створеного нею та Томом Гарді, що виконав роль Едді Брока (Венома).
У серпні 2018 року Гарді повідомив, що підписав контракт на участь у третьому фільмі про Веном, розробка якого розпочалася у грудні 2021 року, після виходу другого фільму. Марсель і Гарді працювали над сценарієм до червня 2022 року, а Марсель мала дебютувати як режисерка у жовтні того ж року. Додаткові актори приєдналися в середині 2023 року, тому зйомки розпочалися наприкінці червня 2023 року в Іспанії, але були припинені наступного місяця через страйк SAG-AFTRA 2023 року. Зйомки відновилися у листопаді після завершення страйку й майже завершилися на початку 2024 року, коли була оголошена остаточна назва.
Прем'єра фільму у США відбулася 25 жовтня 2024 року.

## Сюжет
Едді Брок і симбіонт Веном випивають у барі в Мексиці, все ще в бігах після недавньої битви з Карнажем. Вбивство Патріка Маллігана потрапляє в новини, а Едді називають головним підозрюваним, що змушує його вирушити до Нью-Йорка і спробувати очистити своє ім'я.
Невідома їм обом істота, відома як Ксенофаг, починає переслідувати Едді та Венома. Останні події привертають увагу Рекса Стрікленда, генерала, який керує «Імперіумом» — урядовою організацією на місці Зони 51, яка займається захопленням та вивченням симбіонтів, що впали на Землю. Малліган, який, як виявилося, вижив, потрапляє в полон після того, як його залишив помирати інший симбіонт, що втік від солдатів Стрікленда. Його пов'язують з одним із багатьох симбіонтів і допитують дослідники Імперіуму доктор Тедді Пейн і Сейді Крістмас, щоб дізнатися про мету перебування симбіонтів на Землі, перш ніж Стрікленд отримає наказ знищити «Веном».
Прикріпившись до борту літака, що прямував до Нью-Йорка, Едді та Веном зазнають нападу Ксенофага, який їх переслідує, і змушені висаджуватися в пустельному полі. Веном пояснює Едді, що Ксенофагів випустив у всесвіт Кнулл, творець симбіонтів, щоб отримати «Кодекс», який створюється, коли симбіонт воскрешає свого господаря. Це може звільнити Кнулла з в'язниці, в якій його давно ув'язнили симбіонти. Оскільки Веном вже одного разу оживив Едді, тепер у нього є «Кодекс», який Ксенофаг відстежив на Землі. Потрапивши в засідку Стрікленда та його команди і ледве врятувавшись від них та Ксенофага, Едді знайомиться з Мартіном Муном та його сім'єю мандрівних ентузіастів-хіпі та дослідників інопланетян, які пропонують підвезти його до Лас-Вегаса по дорозі до Зони 51. Тим часом новий симбіонт Маллігана повідомляє Стрікленду про наміри Кнулла щодо «Кодексу», який можна знищити, лише якщо загине або Едді, або Веном.
Прибувши до Лас-Вегаса, Едді та Веном зустрічають місіс Чен у казино, і Веном запрошує її на танець, після чого знову потрапляє у засідку Ксенофага. Прибуває команда Стрікленда, розлучає Венома з Едді та забирає їх до Зони 51, де Едді бачить Маллігана. Сейді звільняє Венома, який знову з'єднується з Едді після того, як Стрікленд стріляє в нього. Це приваблює Ксенофага на базу, який вбиває Маллігана. Веном звільняє інших ув'язнених симбіонтів, які об'єднуються з Сейді та іншими носіями, щоб відбитися від Ксенофага, який сигналізує Кнуллу, що «Кодекс» знайдено. Кнулл відправляє більше Ксенофагів через портали на Землю. Розуміючи, що має пожертвувати собою, щоб знищити «Кодекс» і врятувати всесвіт, Веном зливається з ксенофагами, веде їх у резервуари з кислотою і прощається з Едді, перш ніж викинути його, а смертельно поранений Стрікленд підриває свої гранати, щоб знищити їх. Пейн об'єднується з симбіонтом, щоб врятувати Сейді від вибуху, а Едді втрачає свідомість під час пожежі на базі.
Пізніше Едді прокидається в лікарні, де військовий чиновник повідомляє Едді, що його дії з Веномом у Зоні 51 принесли йому помилування, але за умови, що він триматиме в таємниці події, які там відбулися. Прибувши до Нью-Йорка, щоб почати нове життя, Едді дивиться на статую Свободи, згадуючи Венома.
У сцені під час титрів Кнулл заявляє, що тепер, коли Веном загинув, всесвіт більше не перебуває у безпеці. У сцені після титрів панічний бармен тікає з обгорілих залишків Зони 51, а чорний тарган виповзає з-під уламків, поруч з розбитою пробіркою, яка раніше містила зразок симбіонту Венома.

## Акторський склад
- Том Гарді — Едді Брок / Веном: Журналіст-розслідувач, який є носієм інопланетного симбіоту Венома, що наділяє його надлюдськими здібностями.
- Чиветел Еджіофор — Рекс Стрікленд, солдат, який працює на організацію, яка вивчає симбіотів
- Джуно Темпл — доктор Тедді Пейн, дослідниця симбіотів
- Ріс Іванс — Мартін, хіпі та любитель прибульців
- Стівен Ґрем — Патрік Малліган, поліцейський, який займався справою Клетуса Кесіді, але після полону у Карнажа став носієм симбіота на ім'я Токсин
- Енді Серкіс — Налл, творець симбіотів
- Крісто Фернандес — бармен

### Український дубляж
Режисер – Анна Пащенко, перекладач – Олег Колесніков, звукорежисер – Андрій Славінський, звукорежисер перезапису – Олег Кульчицький,  координатор – Аліна Гаєвська. Студія – Le Doyen.

- Едді Брок/Веном – Андрій Твердак,
- Малліґан/Токсин – Олексій Сафін,
- Докторка Пейн – Вікторія Москаленко,
- Седілашер – Вікторія Тишкевич,
- Стріквел – Петро Сова,
- Налл – Сергій Детюк,
- Мартін Місяць – Михайло Кришталь,
- Орбіта Місяць – Ілона Бойко,
- Лист Місяць – Ілля Локтіонов,
- Луна Місяць – Любава Берло.

А також: Олександр Ігнатуша, Олег Грищенко, Гордій Чорний, Анастасія Чумаченко, Антон Кобилко, Майя Ведернікова, Сергій Кияшко, Павло Голов, Надія Хільська, Роман Солошенко, Олександр Голованов, Володимир Гурін та інші.

## Виробництво
Том Гарді в серпні 2018 року заявив, що підписав контракт на головну роль у трьох фільмах про Венома. У вересні 2021 року Гарді заявив, що продюсери повинні будуть продовжувати розвивати медіафраншизу «Всесвіт Людини-павука від Sony» у майбутніх фільмах, додавши, що вони також зацікавлені у більшому перетині з медіафраншизою «Кінематографічний всесвіт Marvel» (КВМ). Режисер фільму Веном 2: Карнаж (2021) Енді Серкіс висловив зацікавленість у поверненні як режисера ще одного фільму про Веном і вважає, що є ще багато цікавого в майбутніх фільмах про Веном, перш ніж персонаж зустрінеться з Людиною-павуком у майбутньому кросовері, включаючи подальше дослідження інституту Рейвенкрофт та інших потенційних лиходіїв, що утримуються там. У жовтні Том Голланд заявив, що він і продюсер Емі Паскаль обговорювали можливість повернення його до ролі Пітера Паркера / Людини-павука з КВМ у майбутніх фільмах про Веном, після того, як він ненадовго з'явився у «Веномі 2». У грудні того ж року Паскаль заявила, що «Веном 3» перебуває на стадії планування. У квітні 2022 року на CinemaCon Sony підтвердила, що «Веном 3» знаходиться в розробці. Незабаром після цього видання Production Weekly у своєму звіті про майбутні проєкти, що знаходяться в розробці, повідомило, що «Веном 3» буде вироблятися компаніями Arad Productions, Matt Tolmach Productions, Pascal Pictures, Hutch Parker Entertainment та Columbia Pictures. У червні Гарді повідомив, що працює над сюжетом разом із Келлі Марсел, яка також пише сценарій. Марсел раніше працювала над попередніми фільмами про Венома.
За виконання ролі Едді Брока/Венома у «Веномі 3» Том Гарді отримає гонорар у розмірі $20 млн.

### Зйомки
Основні зйомки розпочалися 26 червня 2023 року в Лос-Матеос у Картахена, Іспанія, а також у Регіональному парку Кальбланке, під робочою назвою «Орвелл». Фабіан Вагнер виступив оператором-постановником після того, як раніше працював додатковим оператором у фільмі «Хай буде Карнаж». Початок страйку SAG-AFTRA 2023 в середині липня 2023 року призвів до призупинення зйомок. Пізніше того ж місяця було оголошено, що фільм вийде 12 липня 2024 року. Коли акторський страйк закінчився на початку листопада 2023 року, Sony відклала вихід фільму до 8 листопада 2024 року, заповнивши дату листопада 2024 року, яку студія раніше зарезервувала для неназваного фільму Marvel. На той час готувалося відновлення виробництва. Зйомки відновилися 16 листопада. У лютому 2024 року до акторського складу приєдналася Кларк Бако у нерозкритій ролі, а Темпл наприкінці місяця повідомив, що зйомки майже завершені.

## Прем'єра
Sony підписала угоди з Netflix та Disney у квітні 2021 року про права на їхні фільми з 2022 по 2026 рік після показу фільмів у кінотеатрах та домашніх носіях. Netflix підписав контракт на ексклюзивні права на потокове мовлення «pay 1 window», що зазвичай складає 18 місяців і включає майбутні фільми про Веном після «Венома 2». Disney підписала контракт на права «pay 2 window» на фільми, які транслюватимуться на Disney+ і Hulu, а також транслюватимуться по лінійних телемережах Disney.

## Сприйняття

### Касові збори
Станом на 23 грудня 2024, «Веном: Останній танець» зібрав $139,7 мільйона  у США та Канаді, та $335,8 мільйона  на інших територіях, що в сумі становить $475,5 мільйонів по всьому світу.
У США та Канаді «Веном: Останній танець» вийшов одночасно з «Конклавом» і, за прогнозами, мав зібрати близько $65 мільйонів у 4 125 кінотеатрах за перший вікенд. Фільм заробив $22 мільйони в перший день, включаючи $8,5 мільйонів з попередніх показів у четвер. У підсумку фільм дебютував із показником $51 мільйон, посівши перше місце, але показавши найнижчий старт у серії. «Deadline Hollywood» пов'язав низьку продуктивність із Світовою серією Yankees–Dodgers, що тривала, та втомою від супергеройського жанру. Проте міжнародні касові збори фільму допомогли компенсувати слабші показники в північноамериканському прокаті. У другий вікенд фільм зібрав $26,1 мільйона (падіння на 49% порівняно з першим вікендом), а в третій вікенд – $16,2 мільйона (падіння ще на 37%), утримуючи першу позицію протягом трьох тижнів поспіль. «Останній танець» нарешті втратив лідерство на четвертому тижні, заробивши $7,3 мільйона і посівши друге місце після новачка Кодове ім'я «Червоний».

### Відгуки критиків
На веб-сайті агрегатора рецензій Rotten Tomatoes 41% із 208 відгуків критиків є позитивними із середньою оцінкою 4,7/10. Консенсус вебсайту виголошує: «Завжди привабливий Том Харді вливає достатню харизму у «Веном: Останній танець», але фільм не витримує тягаря своїх заплутаних тональних амбіцій». Metacritic, який використовує середньозважену оцінку, поставив фільму оцінку 41 зі 100 на основі 46 критиків, вказуючи на «змішані або середні» рецензії. Глядачі, опитані CinemaScore, оцінили фільм на "B–" за шкалою від A+ до F (найнижча оцінка трилогії), тоді як опитані PostTrak дали йому 73% загальної позитивної оцінки, причому 55% сказали, що вони "точно порекомендують" його.